# Sankt Veit am Vogau
Sankt Veit am Vogau ist eine Ortschaft und eine Katastralgemeinde der Gemeinde Sankt Veit in der Südsteiermark im Bezirk Leibnitz in Steiermark. Im Rahmen der Gemeindestrukturreform in der Steiermark wurde der Ort am 1. Jänner 2015 mit den Gemeinden Sankt Nikolai ob Draßling und Weinburg am Saßbach zusammengeschlossen. Die neue Gemeinde führt den Namen Sankt Veit in der Südsteiermark. Grundlage dafür war ein gemeinsamer Antrag dieser Gemeinden.

## Geografie

### Gliederung
Das Gemeindegebiet umfasste sieben Ortschaften (in Klammern Einwohnerzahl Stand 1. Jänner 2024):
- Labuttendorf (170)
- Lind bei Sankt Veit am Vogau (221)
- Lipsch (172)
- Neutersdorf (104)
- Rabenhof (145)
- Sankt Veit am Vogau (835)
- Wagendorf (478)

### Nachbarorte
| Gabersdorf | Sankt Nikolai ob Draßling                   |                     |
| Obervogau  | Kompassrose, die auf Nachbargemeinden zeigt | Weinburg am Saßbach |
| Vogau      | Straß in Steiermark                         |                     |

## Eingemeindungen
Folgende Eingemeindungen erfolgten:
- 1951: Labuttendorf
- 1965: Neutersdorf
- 1970: Lind bei Sankt Veit am Vogau und Lipsch

## Kultur und Sehenswürdigkeiten
- Katholische Pfarrkirche St. Veit am Vogau: Die barocke Kirche ist dem Hl. Vitus (15. Juni, Veitstag) geweiht. Erwähnenswert sind die Malereien am Deckengewölbe, die der Maler Felix Barazutti zwischen 1914 und 1921 schuf. Die Figuren tragen die Gesichtszüge seiner Mitarbeiter, Geldgeber und Personen aus der Region. Unter anderem ist auch Karl Marx abgebildet, der mit erhobener Hand zu Arbeitern redet.

Eine bedeutende Orgel Christoph Egedachers mit 21 Registern, der sie in den Jahren 1688/89 für die Wallfahrtsbasilika Mariazell geschaffen hatte, steht seit 1753 in Pfarrkirche St. Veit am Vogau.

## Ehemalige Politik

### Bürgermeister
- Letzter Bürgermeister war Manfred Tatzl (ÖVP).